# Coppa Agostoni 1947
La Coppa Agostoni 1947, seconda edizione della corsa, si svolse il 20 ottobre 1947 su un percorso di 140 km. La vittoria fu appannaggio dell'italiano Franco Fanti, che completò il percorso in 3h37'57", precedendo i connazionali Donato Zampini e Turchemeis Zanettini.

## Ordine d'arrivo (Top 3)
| Pos. | Corridore            | Squadra | Tempo    |
| ---- | -------------------- | ------- | -------- |
| 1    | Franco Fanti         | -       | 3h37'57" |
| 2    | Donato Zampini       | -       | s.t.     |
| 3    | Turchemeis Zanettini | -       | s.t.     |